# Corinth (Clay megye, Alabama)
Corinth önkormányzat nélküli település az USA Alabama államában, Clay megyében. 